# Primer de Reichenau
El Primer de Reichenau (Reichenauer Schulheft) es un manuscrito de principios del siglo IX de 8 folia (Stift St. Paul Cod. 86a/1) conservado en la biblioteca de la abadía de San Pablo de Lavanttal, Carintia, Austria. Un noveno folio se conserva por separado en Karlsruhe. El manuscrito fue probablemente escrito en la abadía de Reichenau o en la abadía de San Galo, pero posiblemente también en otros lugares en toda la región, y llevado a Reichenau en una fecha posterior. Fue custodiado en Sankt Blasien en el siglo XVIII.
El contenido está en escritura insular, aparentemente escritos por un monje irlandés. Contiene principalmente himnos y textos gramaticales en latín, con glosas añadidas en antiguo alto alemán, pero también tablas de declinación griegas, tablas astronómicas y, en particular, poemas en irlandés antiguo, entre ellos Pangur Bán.